# Piotr II Katolicki
Piotr II Katolicki, hiszp. Pedro II de Aragón, el Católico (ur. 1174–1176, zm. 12 września 1213) – król Aragonii w latach 1196–1213, hrabia Barcelony, Girony, Osony, Besalu, Cerdagne i Roussillon.
Urodzony między rokiem 1174 a 1176. Syn króla Aragonii Alfonsa II i Sanczy, córki króla Kastylii Alfonsa VII i Rychezy (córka ks. polskiego Władysława II Wygnańca). Po śmierci ojca objął władzę w królestwie Aragonii i w pozostałych dziedzicznych hrabstwach.
Będąc osobą głęboko religijną w 1204 r. wyruszył w podróż do Rzymu, gdzie został koronowany przez papieża Innocentego III, jednocześnie król oddał królestwo Aragonii w lenno papieżowi. Po powrocie do kraju starał się wzmocnić swoją władzę, poszerzając uprawnienia sędziów królewskich. Wobec silnej polityki króla stany aragońskie sprzymierzyły się przeciw niemu, wskutek czego król zagwarantował poprzednie przywileje i prawa. W polityce zagranicznej Piotr II początkowo dążył do zawarcia porozumienia z Kastylią, wobec wrogiego mu sojuszu królestw Nawarry i Leónu z muzułmańskimi Almohadami. Piotr II wraz z królem Kastylii Alfonsem VIII (który dowodził całością wojsk chrześcijańskich), królem Nawarry Sanczem VII i królem Portugalii Alfonsem II wziął udział w decydującej bitwie przeciwko muzułmanom pod Las Navas de Tolosa w 1212 r., gdzie Almohadzi ponieśli dotkliwą klęskę.
Będąc suwerenem swych wasali (min. hrabiego Foix), których ziemie znajdowały się na terenie Langwedocji, król Piotr II zaangażował się w konflikt zbrojny, jaki toczył się na tym obszarze między katarami i ich sprzymierzeńcami a krzyżowcami pod dowództwem Szymona de Monfort. Piotra II zaniepokoiły sukcesy zdolnego i bezwzględnego Szymona, który prowadząc krucjatę przeciwko albigensom w imieniu króla Francji łatwo sobie radził ze skłóconymi panami Langwedocji. W tej sytuacji Piotr II postanowił czynnie wspomóc swego szwagra hrabiego Tuluzy Rajmunda VI (jego żona Eleonora była siostrą Piotra II) oraz pozostałych panów, sympatyzujących z herezją katarów. Początkowo król zajął pozycję rozjemcy, zobowiązał się wobec papieża, że skłoni Rajmunda VI do rezygnacji z hrabstwa Tuluzy na rzecz syna Rajmunda VII, którego opiekunem prawnym (i jego ziem) miałby zostać właśnie król Aragonii, nadto król zażądał, by krzyżowcy zaprzestali pustoszenia ziem należących do jego wasali i do niego osobiście. Okazało się jednak, że król Piotr II nie potrafił zapobiec śmierci swego wasala Rajmunda Rogera Trencavela wicehrabiego Carcassonne i Béziers (1209), który został podstępnie pojmany przez Szymona de Monfort, a potem najprawdopodobniej zgładzony. Po śmierci Trencavela jego dziedziny przejął Szymon, zdobywając i niszcząc przy okazji inne ziemie wasali Piotra II, gdzie katarów nie było, na co król Aragonii nie mógł się zgodzić. Wtedy Piotr II postanowił wystąpić zbrojnie przeciwko krzyżowcom, co było niespodziewaną wiadomością dla papieża, który nakłaniał króla do krucjaty do Ziemi Świętej. W dalszych planach król Aragonii zamierzał połączyć pod swym berłem całość ziem Langwedocji oraz Prowansji z jego posiadłościami na półwyspie Pirenejskim, co miało doprowadzić do zjednoczenia ziem zamieszkanych przez ludność mówiącą językami katalońskim i oksytańskim (langue d’oc), które były bliższe sobie niż językowi francuskiemu. Piotr II zdołał zjednoczyć wokół siebie panów Langwedocji i wraz ze swoim bratankiem hrabią Prowansji, ruszył przeciwko Szymonowi. Choć papież chcąc załagodzić konflikt ogłosił zakończenie krucjaty przeciwko katarom, obie strony parły do bitwy. Doszło do niej w dniu 12 września 1213 pod Muret, gdzie wojska aragońskie i ich sprzymierzeńców poniosły całkowitą porażkę, a sam król poległ.
Śmierć Piotra II w bitwie pod Muret oznaczała zmianę sytuacji geopolitycznej w tym regionie Europy. Od tego czasu władcy Aragonii i Barcelony zaprzestali ekspansji na północ od Pirenejów, katarska herezja została zlikwidowana, hrabstwo Tuluzy, a w późniejszych wiekach także Prowansja, zostały ostatecznie podbite przez Francuzów z Północy. Oznaczało to kres odrębności ustrojowej, kulturowej i językowej obszarów Langwedocji.

## Małżeństwo
Żoną Piotra II była poślubiona w 1204 r. Maria de Montpellier (zm. 1218), córka Wilhelma VIII z Montpellier i Eudoksji Komneny (wnuczki cesarza Bizancjum Jana II Komnena). Król Piotr II był 3. mężem Marii, jej poprzedni małżonkowie to: Barral I de Baux, wicehrabia Marsylii (zm. 1192) oraz Bernard IV de Comminges (to małżeństwo zostało uznane za nieważne, ponieważ w tym samym czasie żyły dwie inne żony Bernarda IV).
Jedynym synem Piotra II i Marii był urodzony w 1208 Jakub, następca Piotra II na tronie Aragonii i Barcelony (późniejszy Jakub I Zdobywca).
Z pozamałżeńskiego związku król miał też córkę Konstancję de Aragon (zm. po 1250), której mężem był Guillen Ramon de Moncada, seneszal Katalonii.